# 友永朱音
友永朱音（日语：／ Tomonaga Akane，1975年12月2日—）是日本東京都出身的女聲優。血型是A型，身高157.5cm。所屬事務所是AXL ONE。
代表作品有《CHAOS;HEAD》（星來歐西潔兒）、《恋姬†无双》（贾诩）、《請認真的和我戀愛！！》（川神一子）、《灰色的果實》（風見一姬）等。

## 人物介绍
- 與同一事務所的聲優後藤邑子是好友關係。漫畫家是她的堂親。
- 兴趣是游戏和戏剧观赏，是宝冢歌剧团的粉丝。

## 演出作品

### 電視動畫
1996年
- 龍珠GT（電影美女）
- 地獄老師（等）
- 春與修羅（學生）
- 美少女戰士 最後星光（スミレ(第5集)、女生徒(第10集) 等）（以名义）

1997年
- 蜡笔小新（女侍應）
- 中華一番!（女孩子等）

2005年
- 彈珠汽水（仲里光）

2006年
- 暮蟬悲鳴時（接待、護士等）
- 地獄少女（ヨーコ）
- 長今之夢（海女、女官、少女）

2007年
- 暮蟬悲鳴時解（護士）

2008年
- 威爾貝魯物語：威爾貝魯的姐妹 第二幕（イルガ）
- 戀姬†無雙（賈詡）
- CHAOS;HEAD（星來歐西潔兒）
- 夜櫻四重奏（女學生）

2011年
- 認真和我談戀愛！（川神一子）

2013年
- 魔鬼戀人（柯迪莉亞）

2014年
- 尋找失去的未來（古川唯）
- 灰色的果實（風見一姬）

2015年
- 灰色的迷宮（風見一姬）
- 灰色的樂園（風見一姬）

2017年
- 時間飛船24 逆襲的三惡人（楊貴妃）

2022年
- BLACK★★ROCK SHOOTER DAWN FALL（Lunatic[1]）
- 小書痴的下剋上：為了成為圖書管理員不擇手段！第3季（達道夫子爵夫人）

### OVA
- 發明工坊（菈菲）
- _summer（島津若菜）
- Canvas 〜茶色的主題〜（櫻塚戀）

### 劇場版動畫
- 蠟筆小新 呼喚傳說 跳舞吧!朋友!（園兒）
- 地獄老師（學生）

2019年
- 灰色：幻影扳機 THE ANIMATION（塔納托斯系統）

2020年
- 灰色：幻影扳機 THE ANIMATION Stargazer（塔納托斯系統）

### 遊戲

#### WINDOWS
- 發明工坊 -重現藍海之都的光芒-（菈菲）
  - （菈菲/）
  - 發明工坊Ⅱ -重現天空之城的榮光-（菈菲/）
  - 發明工坊Ⅲ（トアラ・ラボアキン）
- GUYS & DOLLS（アキラ＝マユズミ）
- CHAOS;HEAD（星來歐西潔兒）
- Canvas 〜茶色的主題〜（櫻塚戀）
  -  （櫻塚戀）
  - NAKED BLUE 〜Canvas Wallpaper Collection〜（櫻塚戀）
- 魔導異元素3 〜泡沫的天地〜（クリーナ＝トゥリグ）
- 同窗會memorial package（若林鮎）
  - 同窗會again （若林鮎）
  - 同窗會refrain（若林鮎）
- 女王的宮殿（エクレール）
- 藍色天使隊2（席娜）
- 藍色天使隊（ヒビキ＝イチモンジ、白瀨）
- 白色魔法石2（克莉絲蒂）
- （田代美紀）
- RASETSU 2〜羅剎 二（シルフィ）

#### SEGA SATURN
- （廣瀨七海）
- Find Love（中井まみ）

#### PLAYSTATION
- SIMPLE1500系列 vol.71「THE 恋愛シミュレーション2 〜ふれあい〜」（矢萩なつみ）
- （金剛丸京香、鳳飛鳥）
- 光之島（アーシア）
- 有限會社 地球防衛隊（夕月美貴、歌：Fall or Rise）

#### Dreamcast
- Orange Pocket -Cornet-（黑崎惠留）
- （櫻塚戀）
- SIMPLE2000系列 DC vol.3 ふれあい THE 恋愛シミュレーション（矢萩なつみ）
- 二重影（イル）
- 水月 -迷心-（宮代花梨）

#### PLAYSTATION 2
- 發明工坊（菈菲）
- 發明工坊Ⅱ（菈菲/）
- Orange Pocket -Lute-（黑崎惠留）
- Colourful BOX 〜to Love〜（八重樫芽衣）
- 四重奏! 〜戀愛舞台〜（クラリサ・フリューゲル）
- （櫻塚戀）
- 水月 -迷心-（宮代花梨）
- TROUBLE FORTUNE COMPANY☆HAPPY CURE（高瀨凜）
- 熱帶低氣壓少女（春日陽子）
- 歡迎來到Pia Carrot!!3（木ノ下さとみ）
- Full House Kiss2（中泉絢子）
- Missing Blue（春日瑞希）
- 彈珠汽水 ～映在玻璃瓶的海～（仲里光）
- 金屬蒼狼REV（櫻瑞葉）
- 春天的腳步聲 -Step of Spring-（青井奈奈子）
- 時光的記憶 Remember11（涼蔭穗鳥）
- 城堡幻想曲 艾倫希亞戰記 Plus Stories（ナガレ・カシマ）
- 戀愛少女與守護之盾（春日崎雪乃）
- 戀姬†夢想（賈詡）
- 花與乙女的祝福 〜春風的禮物〜（寶生聖佳）

#### PSP
- セカンドノベル 〜彼女の夏、15分の記憶〜（彩野）
- 雙櫻奇緣 ～綺麗春日～（桐島櫻）

#### 智慧型手機
- 戰艦少女R（雷、綾波、射水魚）

### CD
- 發明工坊 Original Soundtrack
  - 發明工坊 Drama CD（菈菲）
  - （菈菲）
- 惡代官 -onu si mo waru yo noh-（くの一）
- 「_summer」Drama CD Prologue編（島津若菜）
- （女學生）
- （子馬）
- Featuring 櫻塚戀（櫻塚戀）
- Quintet 第一話 
  - Quintet 第二話 
- （廣瀨七海）
- sound track（藤原由紀惠）
- 傑克和豆莖（琴美）
- Drama CD 水月〜夢雫〜 第一章（宮代花梨）
  - Drama CD 水月〜夢雫〜 第二章（宮代花梨）
  - Drama CD 水月〜夢雫〜 第三章（宮代花梨）
- vol.1（有馬美月）
  - vol.2（有馬美月）
  - vol.3（有馬美月）
  - vol.4（有馬美月）
  - vol.5（有馬美月）
- Vol.1（中村けいこ）
- TROUBLE FORTUNE COMPANY☆HAPPY CURE Drama CD（高瀨凜）
- 寄生前夜（聖美的友人）
- 美少女遊戲歌謠集1號 Candy Vocal Collection Vol.1（歌：My dear ）
- （病院事務員）
  - （香坂里沙）
- 純白交響曲（埃莉諾·史威爾）
- Missing Blue 06 聖遼學園高等部2年C組〜瑞希〜（春日瑞希）
  - Missing Blue 07 聖遼學園高等部2年C組副擔任〜命〜（春日瑞希）
  - Missing Blue The Greatest Hits!（歌： - 春日瑞希）
  - Missing Blue Drama CD（春日瑞希）
  - 秋之回憶2
- （狩谷美紀）
- LOVERS featuring 田代美紀（田代美紀）
- 彈珠汽水 Characters Collection Vol.2「仲里光」（仲里光、歌：Season）
- Remember11 Drama CD（涼蔭穗鳥）
  - Remember11 Prophecy Collection Vol.1 （涼蔭穗鳥）
  - Remember11 Prophecy Collection Vol.5涼蔭穗鳥（涼蔭穗鳥、歌：STRAY-迷走-）
  - Remember11 Vocal Collection（歌：STRAY-迷走-）

### 電台廣播
- （二谷海）
- D→A Dream Radio（嘉賓）
- （嘉賓）
- （主持人）
- （主持人）

### TV
- （旁白）
- （旁白、男孩子）
- （常盤御前、花魁、町娘）

### 替角
- 新超人（女孩子）
- 理由（女孩子）

## 外部連結
- 個人網站－（日語）
- 事務所公開簡歷（日語）

1. ↑  . Comic Natalie. 2022-03-26  [2022-03-26]. （原始内容存档于2022-03-31） （日语）.